# Tillandsia 'Pink Plume'
Tillandsia 'Pink Plume' es un cultivar híbrido del género Tillandsia perteneciente a la familia Bromeliaceae.
Es un híbrido creado en el año 1980 con las especies Tillandsia lindenii × desconocido.